# Gałęziaki (plemię)
Gałęziaki (Tylomyini) – plemię ssaków z podrodziny gałęziaków (Tylomyinae) w obrębie rodziny chomikowatych (Cricetidae).

## Rozmieszczenie geograficzne
Plemię obejmuje gatunki występujące od Meksyku przez Amerykę Środkową do Ekwadoru.

## Podział systematyczny
Do plemienia należą następujące rodzaje:
- Ototylomys C.H. Merriam, 1901 – pnączarek
- Tylomys W.C.H. Peters, 1866 – gałęziak